# 오금동 (군포시)
오금동(五禁洞, Ogeum-dong)은 대한민국 경기도 군포시 중앙에 있는 동이다.

## 역사
오금동은 조선중기 임경업 장군의 증손인 임인석(병조판서 역임)이 낙향하여 그 후손들이 기거하면서 마을을 형성하였다. 조선시대에는 과천군 남면 괴곡리(槐谷里)라는 행정명을 사용하였고 큰느티나무가 있었다 하여 느티울이라 불리었다. 특히 느티울 동쪽을 오금절이라 하였는데 원주민들의 고증을 빌면 당동 고개말과 산본동 사이에 호랑이 출몰이 잦아 "오금이 저리다"라는 말에서 ‘오금절이’가 유래되었고, 일제시대 때 지명을 한자화하는 과정에서 ‘오금(五禁)’이라는 가차문자를 사용하게 되었다고 한다.
- 1989년 1월 1일 군포시로 승격(재궁동 관할)
- 1993년 1월 15일 재궁동에서 오금동 분동

## 법정동
- 산본동(일부)
- 금정동(일부)

## 교육
- 흥진초등학교
- 화산초등학교
- 오금초등학교
- 흥진중학교
- 흥진고등학교

## 주요 기관
- 군포소방서
- 오금동우체국

## 아파트
- 한라주공 4단지 2차 - ㈜일신, ㈜두산개발 / 1997년 11월 입주